# Embaixada de Gana em Brasília
A Embaixada de Gana em Brasília é a principal missão diplomática de Gana no Brasil. Está localizada no Lago Sul. É chefiada pela embaixadora Abena Busia.
Além da embaixada na capital federal brasileira, Gana também mantém dois consulados no Brasil: em São Paulo e no Rio de Janeiro.

## História
Gana mantém uma embaixada no Brasil desde 1962, um dos primeiros países africanos a fazê-lo. Inicialmente localizada no Rio de Janeiro, mudou-se para Brasília em 1972. Desde então, também fornece serviços diplomáticos para outros onze países da América do Sul: Argentina, Bolívia, Chile, Colômbia, Equador, Guiana, Paraguai, Peru, Suriname, Uruguai e Venezuela.